# بعيدا عن الشجرة (كتاب)
بعيدًا عن الشجرة: الآباء والأطفال والبحث عن الهوية (بالإنجليزية: Far From the Tree: Parents, Children, and the Search for Identity) كتاب غير خيالي كتبه أندرو سولومون، نُشر الكتاب في نوفمبر 2012 في الولايات المتحدة، وبعد شهرين من أمريكا نشر الكتاب في المملكة المتحدة (تحت عنوان بعيدًا عن الشجرة: دزينة من أنواع الحب)، يدور الكتاب حول كيفية استيعاب الأسر للأطفال ذوي الإعاقات الجسدية والعقلية والاجتماعية المختلفة. تم دعم كتابة الكتاب من خلال الإقامة في مستعمرة الفن وموقع يادو ومستعمرة ماكدويل ومنظمة أوكروس ومركز روكفيلر بيلاجيو.

## الجوائز والتكريمات
- 2012: أفضل كتاب من مجلة التايم لعام 2012.
- 2012: نيويورك تايمز من بين أفضل عشرة كتب.[3]
- 2012: جائزة لامدا الأدبية، ترشيح.
- 2012: جائزة دائرة نقاد الكتاب الوطنية لعام 2012 عن الكتب الغير خيالية، فائز.[4]
- 2012: جائزة وسائط الإعلام لعام 2012 من المجلس الوطني للجريمة والجنوح.[5]
- 2013: جائزة صموئيل جونسون للخيال، قائمة طويلة.
- 2013: جائزة كتب أنسفيلد وولف، فائز.[6]
- 2013: جائزة دايتون للسلام الأدبية، فائز.[7]
- 2013: جائزة جي أنتوني لوكاس للكتب، فائز.[8]
- 2013: ترشيح كتب الجمعية الوطنية لمرض التصلب المتعدد للحصول على جائزة حياة أفضل.[9]
- 2013: جائزة رابطة الكتاب المستقلين الأطلسية الجديدة لعام 2013 عن جائزة الكتب الغير خيالية.[10]
- 2013: جائزة القرنفل الأخضر، القائمة المختصرة.
- 2014: جائزة ويلكوم للكتاب لعام 2014، فائز.[11][12][13]